# Ентре-Ріос
Е́нтре-Рі́ос (ісп. Entre Ríos — «між річками») — провінція Аргентини, розташована на північному сході країни. Межує з провінціями Буенос-Айрес на півдні, Коррієнтес на півночі, Санта-Фе на заході, і з Уругваєм на сході. Столиця провінції — Парана. Разом з провінціями Кордова і Санта-Фе, починаючи з 1999 року, провінція розглядається як частина економічно-політичної асоціації, відомої як Центральний регіон.

## Географія
Провінція Ентре-Ріос разом з провінціями Місьйонес і Коррієнтес входить до складу Аргентинської Месопотамії, обмеженої на сході і заході річками Парана і Уругвай відповідно.
Рельєф Ентре-Ріос горбистий, поборознений великою кількістю річок. Найважливішими річками є Парана, Гвайкіраро, Мокорета, Уругвай.
У провінції Ентре-Ріос переважають 5 типів ґрунтів:
- 24,36 % — молісоль
- 30,13 % — вертісоль
- 10,90 % — альфісоль
- 8,33 % — ентісоль
- 5,77 % — інсептісоль
- 20,51 % — суміш ентісолів і інсептісолів

Клімат Ентре-Ріосу змінюється від субтропічного на півночі до помірного на півдні. Переважають вітри Памперо і Судестада. Середня річна кількість опадів становить 1000 мм. Середня температура повітря влітку 26 °C на півночі і 19-23 °C на півдні, узимку — 7-10 °C.

## Історія

### Доколумбова ера

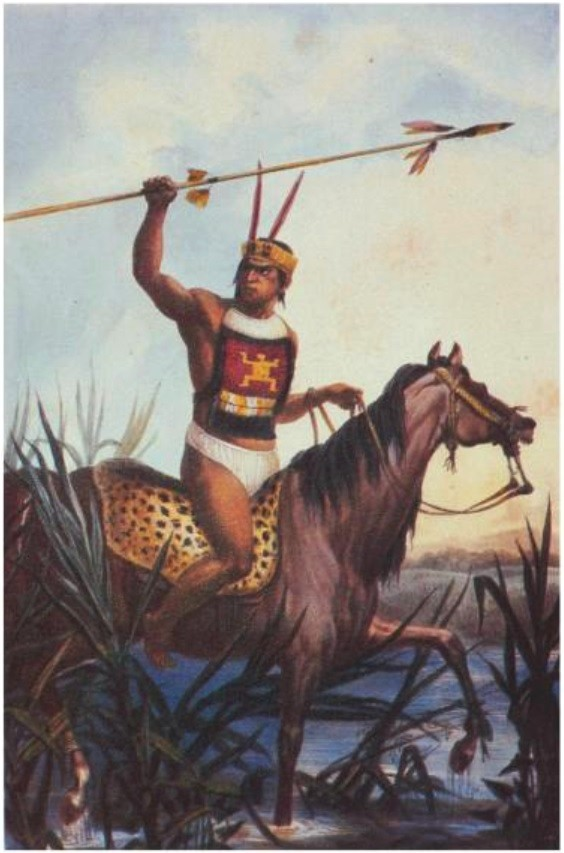
Жан-Батист Дебре. Воїн чарруа (1823)

До приходу європейців територія, де зараз знаходиться провінція Ентре-Ріос, була заселена індіанцями чана, тумбуе, чарруа, гуарані. Перші були мисливцями, землеробами, рибалками та виробниками зброї (наконечників для луків і стріл), а також вправно виготовляли каное, музичні інструменти та використовували деревину та кошики. Вони знаходилися в південному районі провінції, де сформували однорідну осілу культуру Чана́. Вони жили в будинках, згрупованих у прямокутні або круглі села, зроблені з глини та соломи, з центральним простором, де була площа.
Чана-тімбу мешкали в низинах вздовж річку Парана, мокорета — у департаменті Ла-Пас, калетони згадуються Гараєм на потоці Фелісіано (це єдине і дуже сумнівне джерело, що повідомляє про їхнє існування), тімбу — на островах департаменту Вікторія, чана на островах Лечігуанас і бегуа на островах Ібікуй.
Чарруа мешкали на обох берегах річки Уругвай, в центрі та на північному сході провінції. Мінуане займали внутрішні райони провінції, геноа, боан і чарруа жили на території сучасного Уругваю, але часто здійснювали набіги на територію Ентре-Ріоса, в інших джерелах разом з ними згадуються також мартидани. Яро (так само, як і боан) деякі вважають частиною групи чарруа, а інші — групою каїнгангського походження. Вони зрештою злилися з іншими чарруа та мешкали в департаментах Федерасьйон, Колон і Конкордія, особливо в районі дамби Сальто-Гранде.
Гуарані було небагато в Ентре-Ріосі. Група гуарані, яких називали «острівними» або «чандуле», жили на території провінції Буенос-Айрес в дельті Парани на південь від Парана-Гуасу, здійснюючи набіги на північ від цієї річки на територію Ентре-Ріоса. Каркаранці жили на островах департаментів Діаманте і Вікторія перед гирлом річки Каркараньї.
Ці народи вели переважно кочовий спосіб життя, за винятком гуарані. Вони полювали, рибалили та збирали. Лише гуарані займалися примітивним сільським господарством.

### Іспанська колонія
Під владою іспанської корони Ентре-Ріос входив з 1617 року до віце-королівства Перу, а з 1783 року — до віце-королівства Ріо-де-ла-Плата. Перші колонізатори оселилися в нинішньому департаменті Ла-Пас, на березі річки Парана. Перші європейські поселення Ентре-Ріосу Сан-Антоніо-де-Гвалегвай-Гранде, Консепсьйон-дель-Уругвай і Сан-Хосе-де-Гвалегвайчу були засновані 1783 року.
Губернатор Ернандаріас знищив суттєву частину корінного населення території Ентре-Ріос. Саме після походу проти чарруа зі східної смуги за наказом Хосе де Андонаегі були засновані перші міста в Ентре-Ріосі.

### Часи незалежності

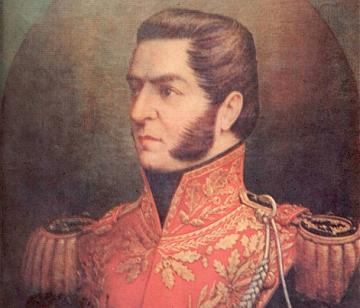
Франсіско Рамірес

1810 року населення Ентре-Ріосу підтримало Травневу Революцію і надало допомогу військам Мануеля Бельграно. Але 1811 року відносини з Буенос-Айресом різко погіршилися через те, що центральна влада погодилася на окупацію міст провінції військами роялістів. 1820 року Франсіско Рамірес оголосив про незалежність Республіки Ентре-Ріос, до якої також увійшла територія сучасної провінції Коррієнтес, але держава проіснувала лише рік, до смерті засновника.
З 1853 по 1860 роки, внаслідок виходу Буенос-Айреса з Аргентинської конфедерації, конгрес назвав Парану тимчасовою столицею країни, а губернатора Ентре-Ріосу Хусто Хосе де Уркісу — президентом. 1860 року була прийнята конституція провінції.
У 1853—1930 роках до Ентре-Ріосу прибула значна кількість європейських мігрантів, які переважно засновували сільськогосподарські поселення. У 1930-х роках внаслідок Великої Депресії селяни почали масово переселятися до міст, завдяки чому розпочалася хвиля індустріалізації.

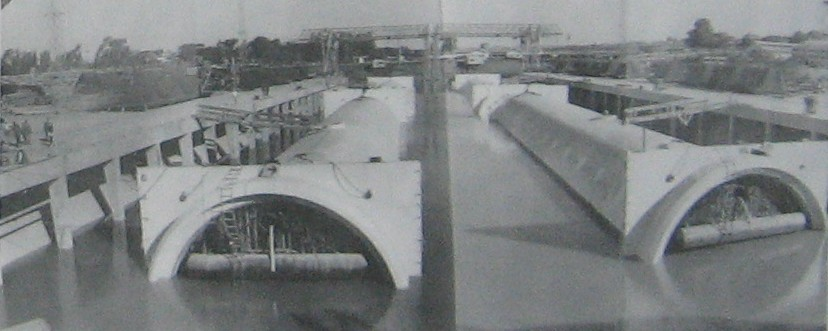
Спорудження тунелю Рауль Уранга — Карлос Сильвестре Беньїс (1970-ті)

Численні державні перевороти у 1930—1983 роках звели до мінімуму автономію Ентре-Ріосу. Найпомітнішими подіями цього періоду вважається спорудження тунелю Рауль Уранга — Карлос Сильвестре Беньїс, який поєднав міста Парана і Санта-Фе, та будівництво ГЕС Сальто-Гранде у 1974—1979 роках.
Створення економічного союзу Меркосур 1991 року мало велике значення для провінції Ентре-Ріос завдяки її розташуванню на перетині шляхів сполучення чотирьох країн, які увійшли до блоку.
2004 року спорудження целюлозно-паперового комбінату на уругвайському березі річки Уругвай стало причиною відтоку туристів з міст Гвалегвайчу і Колон у провінції Ентре-Ріос, що згодом вилилося у дипломатичний конфлікт між двома країнами.
1 листопада 2008 року була затверджена нова конституція провінції Ентре-Ріос.

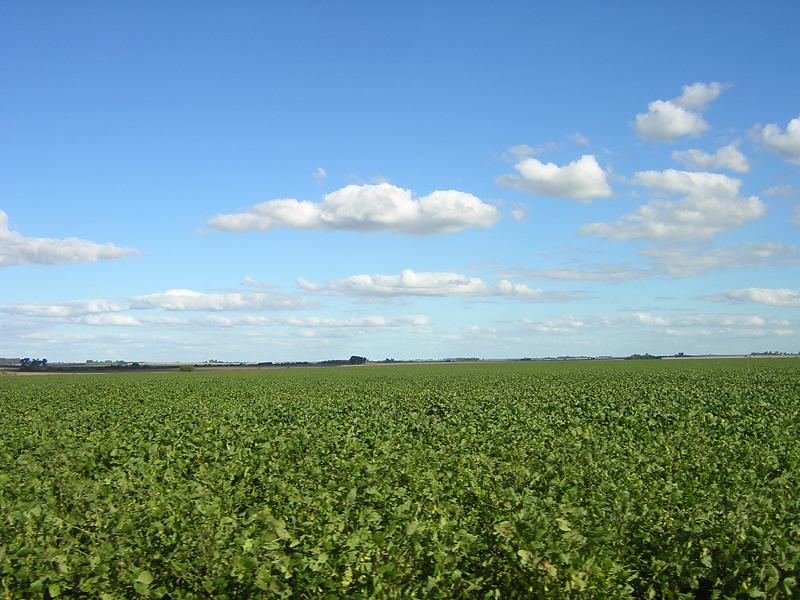
Вирощування сої у провінції Ентре-Ріос

## Економіка
Найважливішими галузями економіки провінції Ентре-Ріос є сільське господарство та туризм, дещо менше значення мають гірництво та промисловість.
Головними сільськогосподарськими культурами провінції є рис, соя, пшениця, кукурудза, цитрусові та евкаліпт. Ентре-Ріос є найбільшим аргентинським виробником мандаринів, апельсинів і рису. У скотарстві переважають вирощування великої рогатої худоби і птахівництво, менш розвинене вівчарство.
У промисловості найрозвиненішою є харчова галузь. Також важливою є деревообробна, хімічна, металургійна та машинобудівна промисловість.

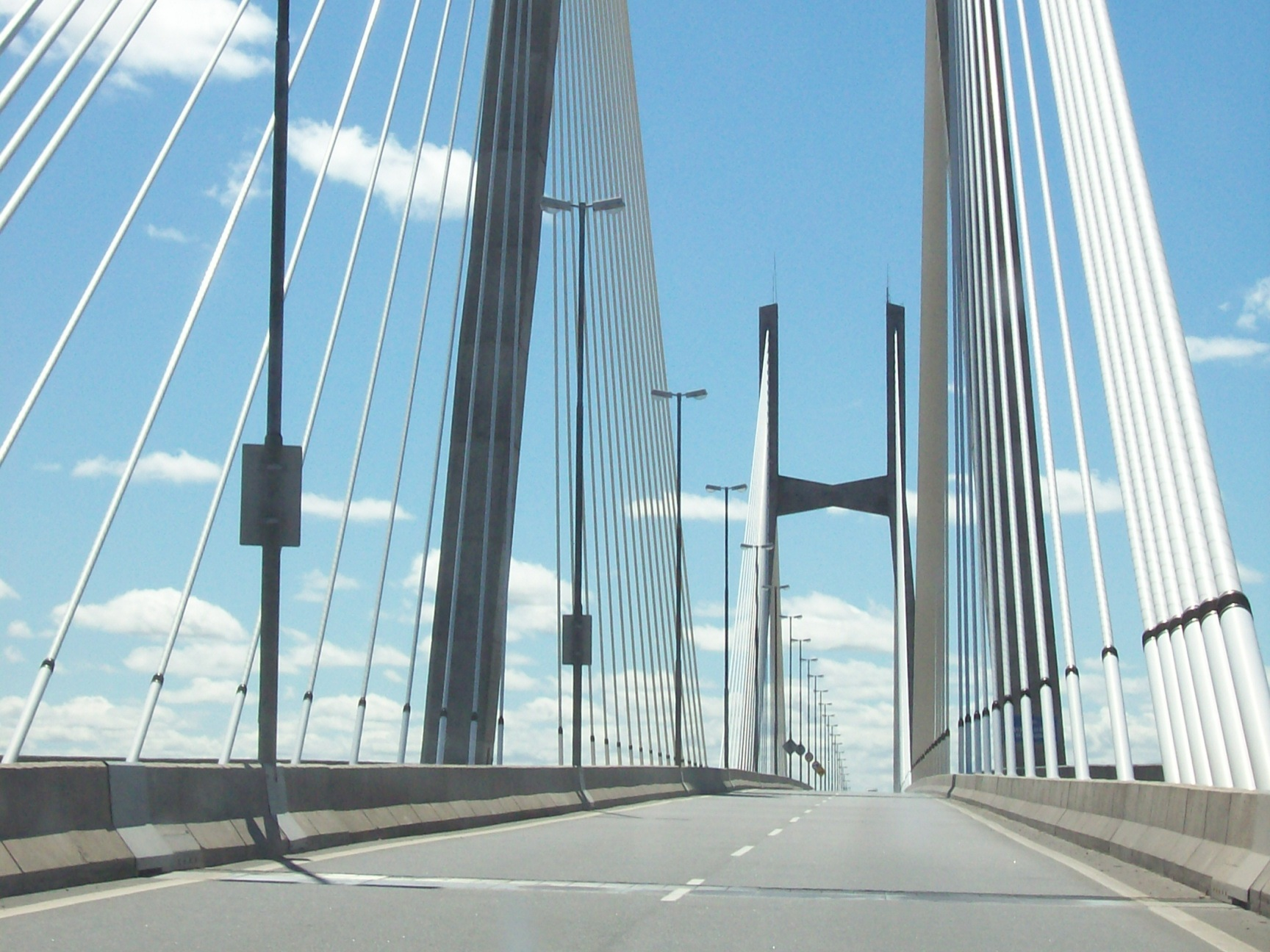
Міст Росаріо-Вікторія

## Транспорт
Провінція Ентре-Ріос розташована на перехресті важливих шляхів сполучення у Південній Америці. Оскільки провінція оточена річками, мости грають важливу роль у її транспортній системі. Три мости поєднують Ентре-Ріос з Уругваєм: Лібертадор Сан Мартін, Хенераль Артігас та міст по дамбі Сальто-Гранде. Між містами Росаріо у провінції Санта-Фе і Вікторія в Ентре-Ріосі збудовано міст Росаріо-Вікторія. Головним шляхом з провінції Буенос-Айрес до Ентре-Ріосу є міст Сарате — Брасо-Ларго. Водним кордоном з провінцією Коррієнтес є річки Гвайкіраро та Мокорета, над якими проведено три і два мости відповідно. Під річкою Парана прокладено тунель Рауль Уранга — Карлос Сильвестре Беньїс довжиною 2 397 м.
Загалом у провінції налічується 2 500 км асфальтованих доріг, з яких найважливішими є національні автотраси № 12, 14, 18, 127 і провінційні № 11, 6, 39. Також є 2000 км залізничних шляхів.

## Освіта
| Освіта у провінції Ентре-Ріос (2009) | Освіта у провінції Ентре-Ріос (2009) | Освіта у провінції Ентре-Ріос (2009) | Освіта у провінції Ентре-Ріос (2009) |
| Рівень                               | Навчальних закладів                  | Учнів                                | Працівників                          |
| ------------------------------------ | ------------------------------------ | ------------------------------------ | ------------------------------------ |
| Дошкільні                            | 1 174                                | 43 348                               | 2 422                                |
| - державні                           | 1 006                                | 30 167                               | 1 755                                |
| - приватні                           | 168                                  | 13 181                               | 667                                  |
| Початкові                            | 1 309                                | 157 379                              | 13 059                               |
| - державні                           | 1 148                                | 120 785                              | 10 565                               |
| - приватні                           | 161                                  | 36 594                               | 2 494                                |
| Середні                              | 540                                  | 112 461                              | 4 480                                |
| - державні                           | 403                                  | 85 221                               | 3 589                                |
| - приватні                           | 137                                  | 27 240                               | 891                                  |
| Вищі                                 | 87                                   | 15 963                               | 416                                  |
| - державні                           | 44                                   | 8 847                                | 211                                  |
| - приватні                           | 43                                   | 7 116                                | 205                                  |

На 2001 рік серед населення старше 14 років, більшість має повну початкову або неповну середню освіту. Ця група включає близько 145 880 жителів Ентре-Ріоса. За ними йдуть близько 85 764 осіб, які мають повну середню освіту або неповне навчання в університеті, тоді як 52 694 особи не мають освіти або не мають початкової освіти. 29 684 і 19 087 осіб закінчили вищу освіту відповідно.

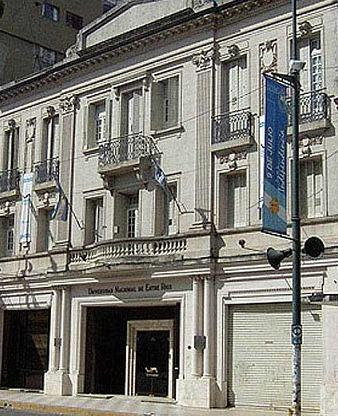
Ректорат Національного університету Ентре-Ріоса

Ентре-Ріос відіграв провідну роль в історії освіти в Аргентині. Перша світська і безкоштовна школа в країні, Colegio del Uruguay, була заснована Уркісою 28 липня 1849 року в місті Консепсьйон-дель-Уругвай. Також у провінції було урочисто відкрито дві перші нормальні школи в країні, одну в Парані, а іншу в Консепсьйоні-дель-Уругваї під час президентства Домінго Фаустіно Сарм'єнто.
Провінція має шість університетів зі штаб-квартирами на її території: Національний університет Ентре-Ріоса (UNER), Аргентинський католицький університет (UCA), Адвентистський університет Плати (UAP), Національний технологічний університет (UTN), Університет Консепсьйон-дель-Уругвая (UCU) та Автономний університет Ентре-Ріоса (UADER) Крім того, існує кілька університетів із напів-очними режимами в рамках дистанційної освіти, які мають академічні підрозділи в провінції/ Такими є, серед інших, Католицький університет Сальти (UCASAL), Університет Бласа Паскаля (UBP) або Національний університет Літоралі (UNL).
Факультет інженерії Національного університету Ентре-Ріоса (UNER), розташований в Оро-Верде, є першим навчальним закладом у Південній Америці, який пропонує ступінь біоінженерії з 1985 року.  3 липня 1992 року там випустилися перші 8 біоінженерів, відтоді ця дата відзначається як День біоінженера» в Аргентині.

## Адміністративно-територіальний поділ
Провінція Ентре-Ріос поділяється на 17 департаментів. Департаменти є територіальними одиницями, але не адміністративними, оскільки не мають жодного органу управління чи уряду. Водночас на рівні департаментів існують управління поліції, освіти тощо. Також цей поділ використовується під час виборів Сенату провінції.

## Туризм

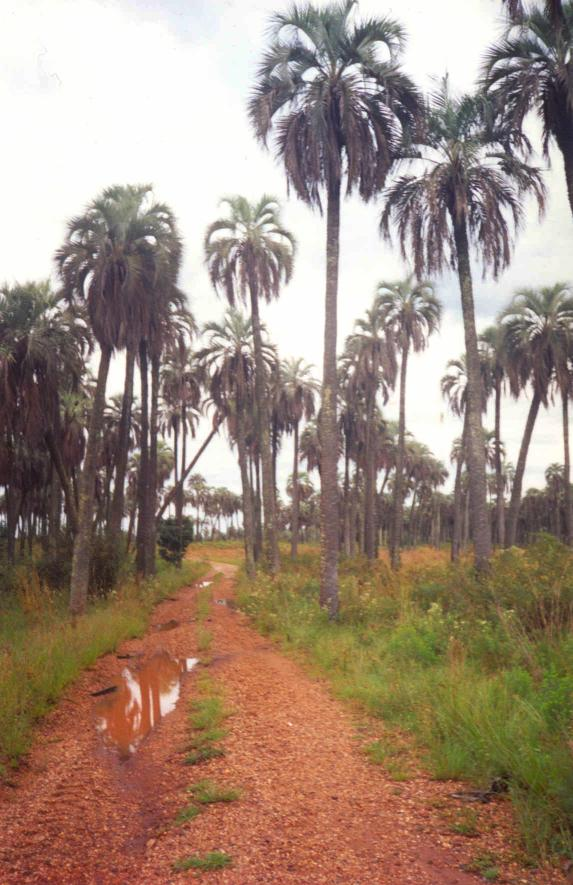
Національний парк Ель-Паломар

Туризм є важливою галуззю економіки Ентре-Ріосу. Туристичними атракціями провінції є:
- термальні джерела: міста Консепсьйон-дель-Уругвай, Ла-Пас, Колон, Сан-Хосе, Конкордія, Федерасьйон, Вілья-Еліса, Чахарі, Марія-Гранде, Вікторія, Гвалегвайчу[11][12]
- сільський туризм
- спортивна риболовля: міста Конкордія, Пуерто-Єруа, Федерасьйон, Колон, Парана, Ернандерья, Пуебло-Бруго, П'єдрас-Бланкас, Ла-Пас, Санта-Елена, Вікторія, Діаманте, Хенераль-Альвеар і Вілья-Паранасіто[13]
- карнавали у літні місяці: у Гвалегвайчу, Вікторії, Консепсьйон-дель-Уругвай, Санта-Елені, Гвалегваї, Конкордії, Асенкампі[14][15]
- водні курорти і пляжі: міста Консепсьйон-дель-Уругвай, Колон, Сан-Хосе, Конкордія, Федерасьйон, Санта-Ана, Гвалегвайчу, Вікторія, Діаманте, Валья-Марія і Вілья-Уркіса[16]
- Національні парки Ель-Пальмар та Предельта

Також провінція має багато історичних пам'яток.

## Культура

### Мови
До прибуття європейців територія, яка зараз відповідає провінції Ентре-Ріос, була населена різними корінними народами, які майже завжди ворогували один з одним. Серед цих етнічних груп виділялися геноа-мінуани і чана. Однак незадовго до прибуття перших іспанців їхні міста вже були захоплені та транскультурація гуарані з Амазонії. Це, а також використання мови гуарані як лінгва франка означало, що сьогодні більшість топонімів і народних назв місцевих тварин і рослин походять від гуарані.
Однак включення цих територій до Іспанської імперії, нав'язування іспанської мови і наступне прибуття поселенців з Іспанії та іспаномовних осіб з 17 століття вилилося в те, що саме ця мова в кінцевому підсумку стала переважати з деякими варіаціями місцевого діалекту. Крім того, вплив іспанської мови посилився після здобуття Аргентиною незалежності, оскільки члени креольської еліти, як правило, діти іспанців або навіть народжені в Іспанії, встановили цю мову, як офіційну мову Аргентини та продовжували нав'язувати іспанську навіть іншим європейцям, які прибували в країну.
У цьому відношенні прибуття європейських іммігрантів з кінця 19-го і початку 20-го століття під час Великої європейської імміграції в Аргентину також залишило унікальні мовні особливості в Ентре-Ріосі. У цій провінції, наприклад, зосереджена велика частка нащадків поволзьких німців.

### Музеї

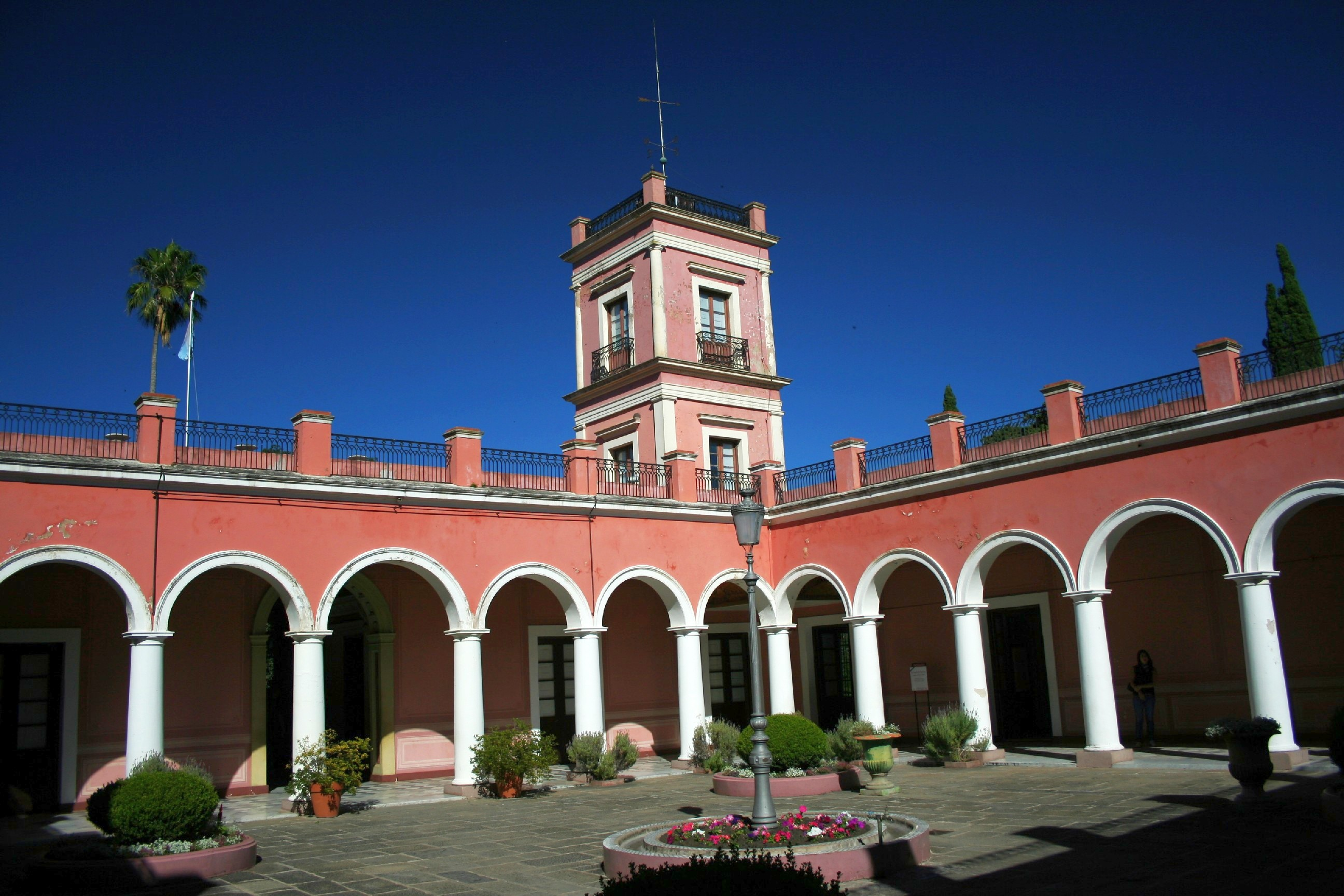
Палац Сан-Хосе

У провінції Ентре-Ріос є кілька музеїв. Історія провінції відображена в історичному музеї ім. Мартініано Легісамона, створеному в 1923 році в місті Парана. Він має бібліотеку з понад 40 000 книг і велику кількість предметів історії, свідчення бібліографічної та документальної цінності, такі як креольський срібний посуд, холодна та вогнепальна зброя, нумізматика. Пластичному мистецтву присвячений Музей образотворчого мистецтва ім. доктора Педро Е. Мартінеса, який налічує 1400 робіт і проголошений культурною спадщиною міста Парана. Природничі науки є основною темою першого музею, заснованого в провінції, який зараз називається Музей природничих і антропологічних наук ім. професора Антоніо Серрано. Провінційні ремесла представлені в Ремісничому музеї-ринку, також розташованому в місті Парана. Також можна згадати Головний архів провінції Ентре-Ріос, де зберігаються адміністративні та історичні документи провінції, і який спочатку був створений як Головний архів Конфедерації в 1856 році, коли Ентре-Ріос був резиденцією уряду Аргентинської конфедерації.
Палац Сан-Хосе, який був резиденцією Уркіси, є найвідвідуванішим музеєм у провінції та одним із п'яти найбільш відвідуваних музеїв у країні.  Регіональний музей Колонія Сан-Хосе, Єврейський музей Ентре-Ріоса у Конкордії та Музей рису в Сан-Сальвадорі є одними з найважливіших музеїв внутрішньої провінції.
2018 року на старому вокзалі ім. Генерала Уркіси було створено Музей народної пам'яті Гуалегуайчу.

### Музика
Типовими ритмами для Ентре-Ріоса є чамаме, полька і чамарріта. Вони є результатом змішування культури гуарані з іспанських загарбників, а також з традиціями, привнесеними рабами з Африки, і навіть невеликим впливом потоків мігрантів, які прибули до цієї провінції.

### Кіно і телебачення
Серед відомих персон, що походять з провінції Ентре-Ріос, які внесли значний внесок у жанр кіно та телебаченні виділяються актриси Леонор Бенедетто, головна героїня класичних аргентинських теленовел, таких як Rosa… de lejos, Rolando Rivas, taxista і Падре Корахе, та Ізабель Сарлі, яка була відомою в латиноамериканському еротичному кіно до 1980-х років. Інші актори з провінції: Луїс Альборнос, Домінго Альсугарай, Альберто Анчарт (батько), Тоно Андреу, Беатріс Боннет, Гільєрмо Бредестон, Еванхеліна Массоні, Каміла Кірога, Освальдо Терранова, Тільда Тамар, Флавіо Мендоса та Хуліан Серрано. Також варто відзначити таких режисерів як Фернандо Аяла, Андреа Абдала, Хосе Марія Фернандес Унсайн, Клаудіо Мартінес Пайва та Селіну Мурга, а також арт-директора Абеля Фасельйо.

## ЗМІ
На додаток до газет, що розповсюджуються по всій країні, провінція Ентре-Ріос має численні провінційні газети в кількох містах. El Sol і El Heraldo поширюються в Конкордії, а El Diario de Paraná і Diario Uno поширюються в Парані. Місто Гвалегвай має газети El Debate Pregón і El Día de Gualeguay, тоді як Гвалегвайчу має El Argentino та El Día de Gualeguaychú, а Консепсьйон-дель-Уругвай — La Prensa Federal і La Calle. Вільягвай публікує El Pueblo та El Semanario de la Ciudad, тоді як Креспо публікує Paralelo 32.

## Спорт
Видом спорту, який привертає найбільшу увагу, є футбол. Наразі у першому дивізіоні грає єдина футбольна команда Ентре-Ріос — Патронато. Команди Атлетіко Уругвай, Хімнасія і Есгріма, Хувентуд Уніда де Гвалегвайчу, Атлетіко Парана, які грають у нижчих лігах.
Провінція також є батьківщиною футболістів, які досягли успіху на професійному рівні, серед яких Роберто Аяла, Густаво Бусатто, Хорхе Бурручага, Альфредо Каррікаберрі, Хосе Шамот, Енріке Гвайта, Габрієль Гайнце, Едуардо Лухан Манера, Рамон Медіна Бельйо, Роке Ольсен, Хосе Пекерман, Факундо Ронкалья, Альберто Сосая, Роке Рауль Альфаро, Віллі Кабальєро та Лісандро Мартінес.
Баскетбол також добре розвинений у провінції. На клубному рівні виділяються клуб Хувентуд Сіоніста з Парани та клуб Сентраль Ентерріано з Гуалегуайчу, обидва учасники Національної баскетбольної ліги (перша категорія). Інші відомі клуби в провінції: Естудьянтес де Конкордія, Томас де Рокамора з м. Консепсьон дель Уругвай, Ла Уньйон де Колон, Спортіво де Сан Сальвадор, клуб Атлетіко Ечаге. З 1986 року команди з провінції Ентре-Ріос шість разів ставали національними чемпіонами з баскетболу.
У провінції Ентре-Ріос розташовані три автодроми (у містах Парана, Конкордія та Консепсьйон-дель-Уругвай), де проводяться змагання з Turismo Carretera, TC 2000, Top Race та Турісмо Насьональ серед інших національних чемпіонатів з автоспорту.
У регбі виділяються клуби Естудьянтес з Парани, Тількара, Аламо та Капіба, учасники регіонального турніру.
Міжнародний триатлон у Ла-Пасі, що проводиться щорічно з 1984 року, поступово набуває значення. Сьогодні це єдина континентальна подія Міжнародного союзу триатлону, яка дає бали для класифікації на Олімпійські ігри та для Панамериканського рейтингу. Це одна із символічних спортивних подій провінції.
Водний марафон, який з'єднує Вілья-Ернандаріас зі столицею провінції, з його 88-кілометровим маршрутом, відомий як найдовше у світі змагання на відкритій воді.
Софтбол займає чільне місце, особливо в місті Парана, яке є національною столицею цього виду спорту. Там є стадіон, обладнаний для проведення міжнародних змагань, «Нафальдо Карньєль», розташований за кілька метрів від в'їзду до Підрічкового тунелю.
Раз на рік проводяться провінційні Спортивні ігри (ісп. Juegos Deportivos Entrerrianos), найбільша мультиспортивна подія в провінції.